# Filialkirche Parbasdorf

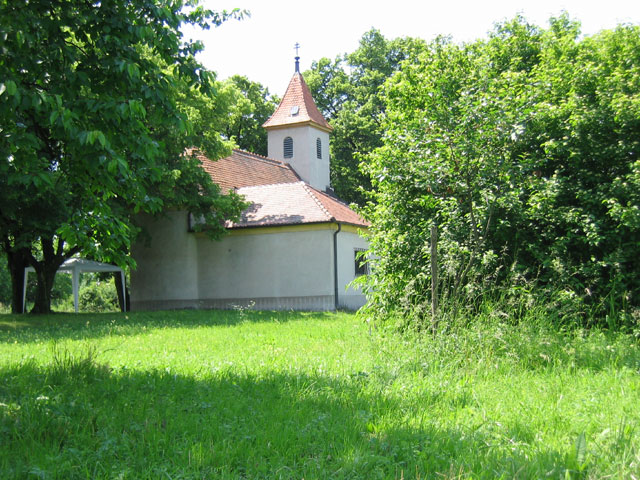
Katholische Filialkirche Hll. Dreifaltigkeit in Parbasdorf

Die Filialkirche Parbasdorf steht mittig im platzförmigen Anger der Gemeinde Parbasdorf im Bezirk Gänserndorf in Niederösterreich. Die der heiligen Dreifaltigkeit geweihte römisch-katholische Filialkirche der Pfarrkirche Deutsch-Wagram gehört zum Dekanat Gänserndorf im Vikariat Unter dem Manhartsberg der Erzdiözese Wien. Die Kirche steht unter Denkmalschutz (Listeneintrag).

## Geschichte
Die kleine spätbarocke Dorfkirche entstand im Anfang des 19. Jahrhunderts.

## Architektur
Am Langhaus steht ein leicht vorgestellter Westturm mit einem geschwungenen Giebel und einer Biedermeierhaube. Im Norden ist eine jüngere Sakristei angebaut.
Das Kircheninnere zeigt sich mit einem Langhaus unter einer Flachdecke.

## Ausstattung
Die Einrichtung wurde erneuert.